# Fratercula
Fratercula – rodzaj ptaków z podrodziny nurniczków (Aethiinae) w rodzinie alk (Alcidae).

## Zasięg występowania
Rodzaj obejmuje gatunki występujące w Eurazji i Ameryce Północnej.

## Morfologia
Długość ciała 26–41 cm, rozpiętość skrzydeł 47–63 cm; masa ciała 460–773 g.

## Systematyka

### Etymologia
- Fratercula: średniowiecznołac. fraterculus „mnich”, od łac. fraterculus „braciszek”, od zdrobnienia frater „brat”; prawdopodobnie z korpulentnego wyglądu maskonura i jego czarno-białego upierzenia[12].
- Lunda: far. nazwa Lunda dla maskonura zwyczajnego[12]. Gatunek typowy: Alca cirrhata Pallas, 1769.
- Mormon: w mitologii greckiej Mormon (gr. Μορμω Mormō) to kobieta-widmo, upiór, którym opiekunki w starożytnej Grecji straszyły dzieci[12]. Gatunek typowy: Alca arctica Linnaeus, 1758.
- Larva: łac. larva „zjawa, duch, maszkaron”[12]. Gatunek typowy: Alca arctica Linnaeus, 1758.
- Puffinus: angielskie nazwy Puffing (z 1502) lub Puffin (z 1508), początkowo stosowane do tuszy z pisklęcia burzyka, przysmaku angielskiego stołu do końca XVIII wieku. Przez zamieszanie i skojarzenia nazwy te stopniowo zaczęto stosować również na określenie maskonura, stając się nazwą tego gatunku w drugiej połowie XIX wieku, ale w ornitologii zachowano je jako ogólną nazwę dla burzyków[12]. Gatunek typowy: Puffinus flavirostris S.D.W., 1836 (= Alca arctica Linnaeus, 1758).
- Ceratoblepharum: gr. κερας keras, κερατος keratos „róg”; βλεφαρον blepharon „powieka”[12]. Gatunek typowy: Alca arctica Linnaeus, 1758.
- Gymnoblepharum: gr. γυμνος gumnos „goły, nagi”; βλεφαρον blepharon „powieka”[12]. Gatunek typowy: Alca cirrhata Pallas, 1769.
- Sagmatorrhina: gr. σαγμα sagma, σαγματος sagmatos „osłona tarczy, derka”; ῥις rhis, ῥινος rhinos „nozdrza”[12]. Gatunek typowy: Sagmatorrhina lathami Bonaparte, 1853 (= Alca cirrhata Pallas, 1769).
- Cheniscus: gr. χηνισκος khēniskos „gąska”, od zdrobnienia χην khēn, χηνος khēnos „gęś”[12]. Gatunek typowy: Alca cirrhata Pallas, 1769.

### Podział systematyczny
Do rodzaju należą następujące występujące współcześnie gatunki:
- Fratercula cirrhata (Pallas, 1769) – maskonur złotoczuby
- Fratercula arctica (Linnaeus, 1758) – maskonur zwyczajny
- Fratercula corniculata (J.F. Naumann, 1821) – maskonur pacyficzny

Opisano również gatunek wymarły:
- Fratercula dowi Guthrie, Thomas & Kennedy, 2000[14]